# كويتشي موراتا
كويتشي موراتا (باليابانية: 村田航一) هو لاعب كرة قدم ياباني، ولد في 6 سبتمبر 1996. لعب مع ميتو هوليهوك.

## وصلات خارجية
- كويتشي موراتا على موقع رابطة كرة القدم اليابانية للمحترفين (اليابانية)
- كويتشي موراتا على موقع قاعدة بيانات كرة القدم.إي يو (الإنجليزية)
- كويتشي موراتا على موقع Soccerway.com (الإنجليزية)
- كويتشي موراتا على موقع عالم كرة القدم.نت (الإنجليزية)